# Lecitotrofia
Se le llama lecitotrofia a la estrategia de alimentación utilizada por las larvas de muchos organismos en la cual no buscan su alimento en el medio externo sino que utilizan las reservas de vitelo (de su saco vitelino) que llevan consigo desde su  nacimiento. En la mayoría de estos casos, el estadio larval es de corta duración y la transformación a la etapa juvenil es rápida para poder empezar a alimentarse.